# Bertrand Samuel-Lajeunesse
 (mars 2018).
Si vous disposez d'ouvrages ou d'articles de référence ou si vous connaissez des sites web de qualité traitant du thème abordé ici, merci de compléter l'article en donnant les références utiles à sa vérifiabilité et en les liant à la section « Notes et références ».
Bertrand Samuel-Lajeunesse (1935-2009) est un psychiatre français.

## Biographie
Élève de Jean Delay, nommé professeur sur une chaire de neuropsychiatrie en 1968, professeur émérite à l'Université Paris-Descartes), il dirige la Clinique des Maladies mentales et de l'encéphale à l'hôpital Saint Anne jusqu'en 2003.
Il est l'auteur de publications sur les troubles du comportement alimentaire, la thérapie cognitivo-comportementale, le psychodrame, et l'art-thérapie,.
Il est aussi l'auteur d'un livre pour enfants, Un mercredi avec Mamie-Gâteau, illustré par Francine de Boeck.
Marié une première fois à la Laure Besançon, dermatologue, naît Julien Samuel-Lajeunesse en 1967, puis d'une deuxième union naît Emmanuel Kreis en 1977. D'un troisième mariage avec Emmanuelle Reynaud naît Thomas Samuel-Lajeunesse en 2005.

## Prix et distinctions
1966 : Prix de la Fondation Dreyfus et prix Magnan de l’Académie nationale de médecine pour son travail de thèse.

## Publications
- Le Pronostic de l'anorexie mentale, 1966
- (coll.) Le psychodrame : une approche psychanalytique, Paris : Dunod, 1972
- (dir.) Nouvelles tendances en psychothérapie, 1983
- (coll.) Psychopathologie : études de cas, Paris, Puf, 1985
- (coll.) Manuel de thérapie comportementale et cognitive, Paris : Dunod , 1998
- (co-auteur) Thérapies cognitives, avec Christine Mirabel-Sarron, Paris, Dunod, 1993
- (co-dir.) Les conduites alimentaires, Paris : Masson, 1994
- (co-auteur) Un mercredi avec Mamie-Gâteau, avec Francine De Boeck, École des loisirs-Pastel, 1989